# Fred Niblo
Fred Niblo est un réalisateur, acteur et producteur américain né le 6 janvier 1874 à York (Nebraska), mort le 11 novembre 1948 à La Nouvelle-Orléans (Louisiane).

## Biographie
Il est né Frederick Liedtke à York dans le Nebraska d'une mère française et d'un père capitaine de la guerre de Sécession, blessé dans la fameuse bataille de Gettysburg. Sous son nom de scène de Fred Niblo il commença sa carrière dans le vaudeville et le théâtre. Après plus de vingt années d'exercice, pendant lesquelles il voyagea à travers le monde, il découvrit l'industrie bourgeonnante du cinéma en tournant ses deux premiers films en Australie.
En 1901, Niblo épouse l'actrice de Broadway Josephine Cohan, sœur aînée de George M. Cohan. Elle meurt précocement en 1916, l'année où il débute comme acteur et réalisateur au cinéma. En Australie, il rencontre l'actrice Enid Bennett qu'il épousera plus tard. Il se fait un nom à Hollywood avec Le Signe de Zorro avec Douglas Fairbanks qu'il réalise en 1920. Ils s'associent à nouveau l'année suivante pour Les Trois Mousquetaires, (The Three Musketeers) et dirige alors Rudolph Valentino dans Arènes sanglantes. En 1925, Niblo fut le principal réalisateur de l'épique Ben-Hur: A Tale of the Christ,, l'une des plus coûteuses productions d'alors mais qui généra la troisième plus grosse recette d'un film muet dans l'histoire du cinéma. Niblo enchaîna avec deux œuvres majeures de 1926 : The Temptress avec Greta Garbo pour son second film américain et Norma Talmadge dans Camille. Niblo travailla avec les grands noms de cette période dont Joan Crawford, Lillian Gish, Ramon Novarro et Ronald Colman. En 1930 il réalise son premier film parlant, Redemption, avec deux grandes stars de l'époque John Gilbert et Renée Adorée.
Fred Niblo se retire en 1933 après quarante ans d'activité, tournant pas moins de 40 films dans les seules seize dernières années. Il était une personnalité majeure des premiers temps d'Hollywood et l'un des fondateurs de l'Academy of Motion Picture Arts and Sciences. En reconnaissance de son rôle dans le développement de cette industrie naissante, il a son étoile sur le Hollywood Walk of Fame au 7014 Hollywood Blvd. Son Ben-Hur a été sélectionné par le National Film Registry, dans le but de sa conservation.
Fred Niblo meurt des suites d'une pneumonie à  la Nouvelle-Orléans (Louisiane) en 1948. Il est enterré au Forest Lawn Memorial Park Cemetery de Glendale (Californie). Son fils Fred Niblo Jr. (1903-1973), de son union avec Josephine Cohan, fut un scénariste à succès d'Hollywood.

## Filmographie

### comme réalisateur
- 1916 : Get-Rich-Quick Wallingford
- 1916 : Officer 666 (en)
- 1918 : The Marriage Ring
- 1918 : When Do We Eat?
- 1918 : La Bonne École (Fuss and Feathers)
- 1919 : Le Bonheur en ménage (Happy Though Married)
- 1919 : Partners Three
- 1919 : The Law of Men
- 1919 : The Haunted Bedroom
- 1919 : The Virtuous Thief
- 1919 : À l'ombre du bonheur (Stepping Out)
- 1919 : Le Vrai Visage (What Every Woman Learns)
- 1919 : Dangerous Hours
- 1920 : Le Trait d'union (The Woman in the Suitcase)
- 1920 : Expiation (Sex)
- 1920 : The False Road
- 1920 : La Bonne Éducation (Hairpins)
- 1920 : Suprême Amour  (Her Husband's Friend)
- 1920 : Le Signe de Zorro (The Mark of Zorro)
- 1920 : Froufrous de soie (Silk Hosiery)
- 1921 : Mère adorée (Mother o' Mine)
- 1921 : Greater Than Love
- 1921 : Les Trois Mousquetaires (The Three Musketeers)
- 1922 : La femme qu'il épousa (The Woman He Married)
- 1922 : Rose o' the Sea
- 1922 : Arènes sanglantes (Blood and Sand)
- 1923 : The Famous Mrs. Fair
- 1923 : Les Étrangers de la nuit (Strangers of the Night)
- 1924 : Guerrita (Thy Name Is Woman)
- 1924 : The Red Lily
- 1925 : Ben-Hur (Ben-Hur: A Tale of the Christ)
- 1926 : La Tentatrice (The Temptress)
- 1926 : Camille
- 1927 : The Devil Dancer
- 1927 : L'Ennemie (The Enemy)
- 1928 : Le Masque de cuir (Two Lovers)
- 1928 : La Belle Ténébreuse (The Mysterious Lady)
- 1928 : Cœur de tzigane (Dream of Love)'
- 1930 : Redemption
- 1930 : Way Out West
- 1931 : Son gosse (Young Donovan's Kid)
- 1931 : The Big Gamble
- 1932 : Two White Arms
- 1932 : Diamond Cut Diamond

### comme acteur
- 1916 : Get-Rich-Quick Wallingford : J.Rufus Wallingford
- 1916 : Officer 666 (en) : Travers Gladwin
- 1918 : Coals of Fire (it) de Victor Schertzinger : Rev. Charles Alden
- 1922 : The Bootlegger's Daughter : Reverend Charles Alden
- 1922 : Scandalous Tongues
- 1923 : Âmes à vendre (Souls for Sale) de Rupert Hughes : célébrité
- 1924 : Hello, 'Frisco de Slim Summerville
- 1929 : A Man's Man de James Cruze
- 1940 : Ellery Queen, Master Detective : John Braun
- 1941 : Life with Henry : Mr. Aldrich
- 1942 : Lune de miel mouvementée (Once Upon a Honeymoon) de Leo McCarey : capitaine de navire
- 1943 : Crazy House de Edward F. Cline : producteur de Studio

### comme producteur
- 1922 : Arènes sanglantes (Blood and Sand)
- 1923 : Strangers of the Night